# فدریکو نیلو مالدینی
فدریکو نیلو مالدینی (ایتالیایی: Federico Nilo Maldini؛ زادهٔ ۲۸ مارس ۲۰۰۱) تیرانداز اهل ایتالیا است.
وی در مسابقات کشوری و بین‌المللی در مجموع برندهٔ ۱ مدال طلا، ۳ مدال نقره، ۱ مدال برنز شده است.